# 孫基禎
孫 基禎（そん きてい、ソン・ギジョン、1912年8月29日 - 2002年11月15日）は、日本統治時代の朝鮮の新義州近郊出身のマラソン選手。1936年ベルリンオリンピックではアジア地域出身で初めてマラソンで金メダルを獲得した。大韓民国建国後は韓国の陸上チームのコーチや陸連会長を務めた。

## 概説

### 幼少期
当時の平安北道新義州府新義州（現在の朝鮮民主主義人民共和国新義州市）付近の町で育つ。
実家は雑貨店を営んでいたが、家計は貧しく、冬に周囲の子供たちが鴨緑江で興じるスケートの靴を買ってもらうことができなかった。そのため、普通学校（内地の尋常小学校に相当）の頃から走ることに興味を抱いて、通学などで足袋を履いて走り、高学年になると自ら練習を考案して走っていたという。
1926年に、自宅が鴨緑江の洪水で被害を受けたため、勉学を中断して働くことを余儀なくされたが、この時期にも走ることは止めず、次第に俊足が注目されるようになる。後にパーボ・ヌルミの存在を知り、その影響を受けつつ練習に励むことになる。

### スカウト
1932年、京城の養正高等普通学校（内地の旧制中学校に相当。現在の養正高等学校）にスカウトされ、19歳で入学した。
後にベルリンオリンピックで銅メダルを獲得する南昇竜（孫とは同年齢）も孫と同時に陸上部に入ったが、南は他の学校への入学経験から3年生で編入されており、孫にとって先輩であった。しかし、南は学業がふるわず、1年で退学している。養正高等普通学校入学後、練習の環境を得た孫は急速に力を伸ばすことになった。

### 世界記録樹立
1935年11月3日、東京の第8回明治神宮体育大会のマラソンで、当時の世界最高記録2時間26分42秒を樹立した。この年の3月以来、孫は未公認のマラソンコースで世界記録を上回る実績を残していたが、公認コースで世界記録を樹立したことで1936年ベルリンオリンピックの日本代表有力候補として注目されるようになる。

### ベルリンオリンピック
| *左：孫基禎、1936年ベルリン夏季オリンピック *右：東亜日報1936年8月25日付夕刊2面の紙面画像   |  | *左：孫基禎、1936年ベルリン夏季オリンピック *右：東亜日報1936年8月25日付夕刊2面の紙面画像 |
| - 左：孫基禎、1936年ベルリン夏季オリンピック - 右：東亜日報1936年8月25日付夕刊2面の紙面画像 |  |                                                                                           |

1936年8月のベルリンオリンピックに、日本代表として出場し、当時のオリンピック記録となる2時間29分19秒2で金メダルを獲得した。オリンピックの男子マラソンで、世界記録保持者として出場した選手が金メダルを獲得した例は、彼と2020年東京オリンピックのエリウド・キプチョゲだけである。

### 日章旗抹消事件
大会から約2週間後の8月25日に朝鮮の新聞「東亜日報」に胸の日の丸が塗りつぶされた表彰式の写真が掲載され、当時の朝鮮総督府の警務局によって同紙記者の逮捕・発刊停止処分が下された。また社会部長だった玄鎮健も逮捕された。このため、10月になって帰国した孫には警察官が張り付き、朝鮮内で予定されていた歓迎会も大半が中止された。
孫自身は当時より民族意識が強く、世界最高記録樹立時の表彰式でも「なぜ君が代が自分にとっての国歌なのか」と涙ぐんだり、ベルリン滞在時には外国人へのサインに「KOREA」と記したりしていた。このうち後者は当時の特別高等警察によってチェックされて「特高月報」に記載されており、帰国後に「要注意人物」として監視を受けることにも繋がった。
翌年鄭商熙と権泰夏が保証人となって、孫は明治大学専門部法科に進学したが競走部への入部は認められなかった。明大在学中は平凡な一学生として目立たぬように過ごし、卒業後、朝鮮陸連の紹介で京城の朝鮮貯蓄銀行本店に勤務した。
一方で戦後に、日本の陸上関係者や戦前親しくしていた友人への手紙などには、日本語読みのローマ字署名を付けていた。
1939年12月21日、元女子陸上選手の姜福信と平壌公会堂で結婚式を挙げたが、姜福信は5年後に病死し、子供たちは新義州の兄の家に預けられた。

### 指導者
光復後の1946年8月20日、ベルリン五輪10周年の祝賀会がソウルの徳寿宮で催され、独立運動家の李承晩や金九、米軍関係者などから祝福の言葉を受けた。
大韓民国の建国後は韓国籍となり、コーチとして活動。終戦後まもなく「マラソン普及会」を南昇龍らと結成し、選手の指導に当たった。教え子の中から、1947年のボストンマラソンでは徐潤福が孫の世界最高記録を12年ぶりに更新する2時間25分39秒で優勝、1950年のボストンマラソンでも韓国選手が上位3着を独占した。
しかし、監督として同行したボストンからの帰国直後に朝鮮戦争が勃発、朝鮮人民軍がソウルを占拠した際には自宅に監禁された。その後脱出し、戦火が落ち着くと再び陸上競技の指導者として活動を行った。
1948年ロンドンオリンピックと1952年ヘルシンキオリンピックでは韓国選手団の総監督を務めている。
1961年6月25日、日本の毎日放送ラジオが生放送した特番『第16回毎日マラソン ゴール前実況中継』に「東城陸連会長」としてゲスト出演している。。

### 晩年
大韓陸上競技連盟会長にも就任した。1988年ソウルオリンピック開会式では、最終の聖火ランナーのひとりとして、スタジアムに聖火を持って登場した。本人は、金メダルを獲得した時よりもこの時の方が嬉しかったという。2002年11月15日、ソウルの病院で死去した。享年90歳。
長男の孫正寅は在日本大韓民国民団の事務部長として横浜市に在住し、小学校などの講演で「あのマラソンで日本は勝ったんです。でも日本人が勝ったわけじゃない。それがどういう意味なのかを考えてほしいです」と語っている。

### 日本語
孫は日本統治下の朝鮮で日本式の教育を受けたため日本語は堪能であり、晩年に至っても教育勅語を暗唱することができた。しかし、日本人の質問者（早乙女勝元）から「日本語がうまいですね」と言われたときには「わしも覚えたくはなかったんだ。骨のズイまでたたきこまれたんだ！」と怒りの感情を露わにした。

### 表彰
1995年、明治大学から特別功労賞を贈呈される。
2012年6月9日、駿河台キャンパスリバティタワーで孫基禎生誕100周年記念シンポジウムが開催され、在日本大韓民国民団団長の呉公太、作家の柳美里、元プロ野球選手の広澤克実、息子の孫正寅らが参加した。

## 公式記録上の国籍
国際オリンピック委員会（IOC）における記録では国籍は日本となっている。
1970年に当時韓国の国会議員であった朴永禄が夜間にベルリン五輪記念スタジアムに不法侵入し夜間0時過ぎから約5時間かけて、記念碑に刻まれた孫の国籍「Japan」を金槌と鑿で削り、代わりに「Korea」と彫った。後に気づいた職員が警察に通報して、ドイツ警察は不法侵入および公共財産破壊の容疑で朴の逮捕状を発行したが、すでに朴は韓国へ出国していた。なお、ドイツ当局は後に記念碑の国籍を「Japan」に戻した。なお、この事件の後で、歴史的経緯、また上記の「日章旗抹消事件」などについても解説されるようになった。ソウル五輪当時ビートたけしは「孫の金メダルを韓国に返せ、というのならカール・ルイスの金メダルもアフリカに返してやらないと。」と発言し批判された事がある。
アメリカのカリフォルニア州カルバーシティにある五輪歴代マラソン優勝者記念碑においては、孫の国籍は従来はJapanと表記されていたが、1986年8月に「Korea」と書き改められた。その際、記念式典が開催され、孫自身が式典に出席している。

## マラソン全成績

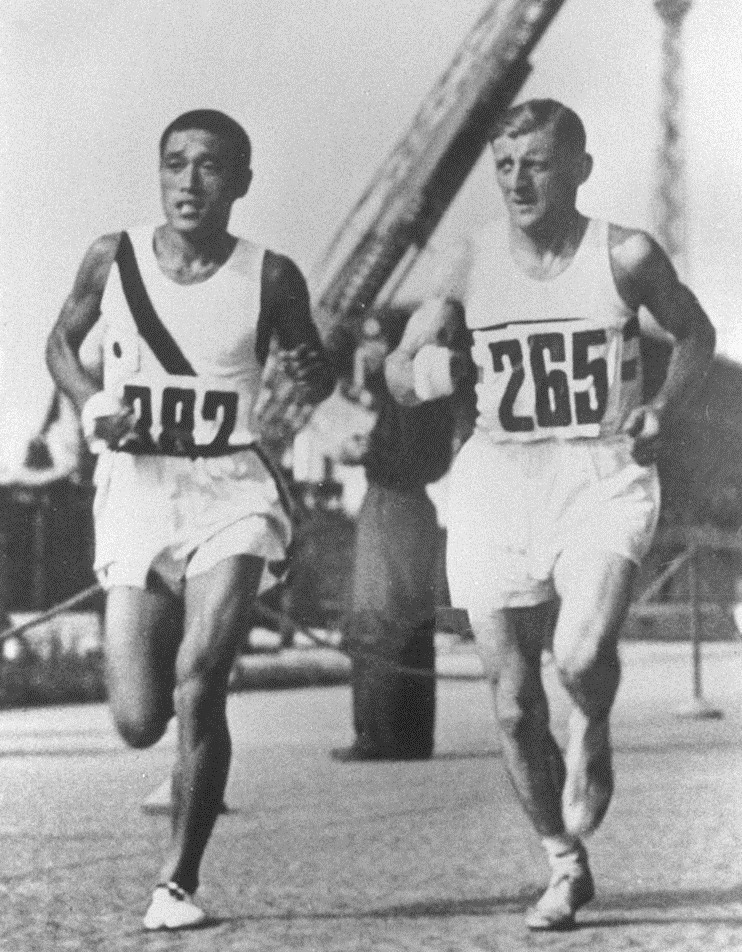
ベルリン五輪で力走する孫基禎（左）

1. 2時間29分34秒 1位 1933.10.17　京城（未公認）
2. 2時間24分51秒 1位 1934.04.22　京城（未公認）
3. 2時間32分19秒 1位 1934.10.08　京城（未公認）
4. 2時間26分14秒 1位 1935.03.21　東京（未公認）
5. 2時間39分34秒 3位 1935.04.03　東京
6. 2時間25分14秒 1位 1935.04.27　京城（未公認）
7. 2時間24分28秒 1位 1935.05.18　京城（未公認）
8. 2時間42分02秒 1位 1935.09.29　京城
9. 2時間33分39秒 2位 1935.10.18　京城
10. 2時間26分42秒 1位 1935.11.03　東京（世界最高）
11. 2時間28分32秒 1位 1936.04.18　東京
12. 2時間38分02秒 2位 1936.05.21　東京
13. 2時間29分19秒 1位 1936.08.09　ベルリン・オリンピック（金メダル）

## 孫基禎記念館
- 住所：ソウル特別市中区 孫基禎路 101, 公園内
- 休業日：月曜、元日、旧正月、中秋の連休
- 開館時間：10：00 - 18：00（入館は17時まで）
- ソウル駅15番出口から徒歩12分

## 関連作品
映画
- マイウェイ 12,000キロの真実 - 2011年
- ボストン1947  - 2023年、演：ハ・ジョンウ

テレビドラマ
- いだてん〜東京オリムピック噺〜（NHK大河ドラマ） - 2019年、演：がんばれゆうすけ
  - 同時代のオリンピックと日本のマラソン界を描きながら、孫と南昇竜の両選手を直接描くことはしなかった[28][29]。

## 著書
- 『ああ月桂冠に涙 孫基禎自伝』講談社、1985年2月25日。NDLJP:12224759。

## 関連文献
- 清水洋充 『鳳仙花 ベルリン五輪の覇者・孫基禎の光と影』（皆美社、1984年3月）、小説
- 鎌田忠良 『日章旗とマラソン ベルリン・オリンピックの孫基禎』（潮出版社、1984年8月）
  - 新版『日章旗とマラソン ベルリン・オリンピックの孫基禎』（講談社文庫、1988年8月）
- 寺島善一 『評伝 孫基禎　スポーツは国境を越えて心をつなぐ』（社会評論社、2019年4月）
- 金誠 『孫基禎―帝国日本の朝鮮人メダリスト』（中公新書、2020年7月）、ISBN 978-4121026002